# Batracomorphus zeus
Batracomorphus zeus är en insektsart som beskrevs av Knight 1983. Batracomorphus zeus ingår i släktet Batracomorphus och familjen dvärgstritar. Inga underarter finns listade i Catalogue of Life.